# حمام ملاحسن
حمام ملاحسن مربوط به دوره قاجار است و در اردکان، محله چرخاب، جنب مسجد حاج رجبعلی واقع شده و این اثر در تاریخ ۲۴ اسفند ۱۳۸۳ با شمارهٔ ثبت ۱۱۶۲۵ به‌عنوان یکی از آثار ملی ایران به ثبت رسیده است.